# Ptychoglene
Ptychoglene é um gênero de traça pertencente à família Arctiidae.